# Baierweg
Der Baierweg war ebenso wie der Böhmweg und der Goldene Steig eine historische Handelsstraße zwischen der Donau und Böhmen durch den Bayerischen Wald. Er wurde im 11. und 12. Jahrhundert durch die Grafen von Bogen angelegt, die in dieser Zeit am Hohen Bogen Besitzungen erwarben und das Gebiet erschließen ließen. Sie hielten enge dynastische Kontakte zum damaligen böhmischen Königshaus der Přemysliden. Auch nach dem Erlöschen des Grafengeschlechtes blieb der Weg eine wichtige Verbindung zwischen Bayern und Böhmen.
Heute ist er ein beliebter Fernwanderweg von 156 km Länge zwischen Straubing und Furth im Wald und führt in mehreren Etappen von der Donau über den Bayrischen und Böhmischen Wald durchs tschechische Chodenland nach Böhmen. Er überwindet insgesamt 725 Höhenmeter.

## Etappen
1. Etappe: Straubing – Neukirchen (23 km)
2. Etappe: Neukirchen – Kollnburg (17,5 km)
3. Etappe: Kollnburg – Kötzting (20,5 km)
4. Etappe: Kötzting – Neukirchen b. Hl. Blut (26,2 km)
5. Etappe: Neukirchen b. Hl. Blut -Kdyně (26,6 km)
6. Etappe: Kdyně – Domažlice (22,0 km)
7. Etappe: Domažlice – Furth im Wald (20,4 km)

## Markierung
Der Wanderweg ist durch eine blaue Raute auf weißem Hintergrund markiert, das ursprüngliche Zeichen des Bogener Grafengeschlechts, das auch das Landeswappen Bayerns ziert.